# François de Rugy
François Goullet de Rugy (pronunție în franceză [fʁɑ̃swa ɡule də ʁyʒi]; n. 6 decembrie 1973, Nantes, Franța), cunoscut ca François de Rugy, este un om politic francez.
A fost, pe rând, membru al formațiunilor Génération écologie, Les Verts și Europe Écologie Les Verts (EÉLV). Între 2001 și 2008, a fost adjunct al primarului orașului Nantes și vicepreședinte al Nantes Métropole. În 2007, a fost ales deputat în prima circumscripție a departamentului Loire-Atlantique, iar în 2012 a fost reales. Între 2012 și 2016, a fost copreședinte al grupului ecologist din Adunarea Națională, iar între 2016 și 2017, vicepreședinte al Adunării Naționale. În dezacord cu direcția politică a partidului său și susținător al guvernului condus de Manuel Valls, a părăsit EÉLV în 2015 și a fondat Partidul Ecologist. În 2016, s-a alăturat grupului parlamentar socialist din Adunarea Națională.
Candidat la alegerile primare cetățenești din 2017 ale Partidului Socialist pentru alegerile prezidențiale din același an, a obținut 3,9% din voturi. Contrar angajamentului său de a susține candidatura lui Benoît Hamon, a sprijinit candidatura lui Emmanuel Macron.
Reales deputat în iunie 2017, s-a alăturat grupului La République en marche înainte de a fi ales președinte al Adunării Naționale. În septembrie 2018, a fost numit ministru de stat, ministru al Tranziției ecologice și solidare în guvernul Philippe II, succedându-i lui Nicolas Hulot. A demisionat în iulie 2019, după dezvăluirile Mediapart privind utilizarea fondurilor publice, și și-a reluat scaunul de deputat în luna următoare. În 2020, a eșuat în tentativa de a fi ales președinte al grupului LREM din Adunare. Lista pe care a condus-o la alegerile regionale din 2021 în regiunea Pays de la Loire a obținut 8,2% din voturi în al doilea tur și cinci locuri în consiliul regional. A anunțat că se retrage din viața politică la sfârșitul celei de-a XV-a legislaturi.

## Biografie

### Familia
François Goullet de Rugy provine dintr-o familie modestă a nobilimii franceze. Familia Goullet de Rugy, originară din Lorena, a fost înnobilată în 1785 și admisă în 1945 în Asociația de sprijin a nobilimii franceze. Este fiul lui Dominique Goullet de Rugy și al soției sale, Maryvonne Fritz, decedată la 17 decembrie 2020, ambii profesori, „de orientare PSU”. Are un frate, Manuel, și o soră, Anne.
François de Rugy este tatăl a doi copii, Aloïse, născută în 2003, și Isaac, născut în 2011, mama lor fiind Emmanuelle Bouchaud, jurnalistă și consilieră regională în Pays de la Loire, unde a fost aleasă inițial din partea Europe Écologie Les Verts, apoi a Frontului Democratic. Tânărul cuplu s-a despărțit.
Pe 16 decembrie 2017 s-a căsătorit la primăria arondismentului 7 din Paris cu jurnalista de la revista Gala, Séverine Servat, și ea fiică a unor profesori, fostă parteneră a fostului deputat socialist Jérôme Guedj. Despărțirea lor a fost anunțată în octombrie 2021, iar divorțul a fost pronunțat pe 29 martie 2023.

### Studii
După studiile liceale la liceul Gabriel-Guist’hau din Nantes, a urmat cursurile Institutului de Studii Politice din Paris, pe care l-a absolvit în 1994, la secția Comunicare și Resurse Umane.

## Carieră politică

### Debut (1991-2007)
În 1991 s-a înscris în partidul Génération écologie, condus de Brice Lalonde, pe care îl considera „mai coerent și mai pragmatic decât Antoine Waechter”, purtătorul de cuvânt al Verzilor. A părăsit mișcarea în 1994. În 1995, a fondat asociația Écologie 44, pe care a condus-o până în 1999.
Ajuns membru al Verzilor, a candidat la alegerile legislative din 1997 în cea de-a treia circumscripție a departamentului Loire-Atlantique, în care Jean-Marc Ayrault, primarul orașului Nantes, este deputat din 1988. Obține 3,9 % din voturi.
A fost numit secretar general adjunct al grupului radical, citoyen et vert (RCV) (română: Radical, Cetățean și Verde)din Adunarea Națională, grup în care au activat, până în 2002, deputați ai formațiunilor mici din cadrul Stângii Plurale.
În 2001 a fost ales consilier municipal al orașului Nantes, din partea grupului Verzilor. Până în 2008, este adjunct al primarului, Jean-Marc Ayrault, responsabil cu transporturile, și vicepreședinte al comunității urbane Nantes Métropole, responsabil cu mobilitatea.

### Membru al Parlamentului pentru Loire-Atlantique (2007-2012)
La alegerile legislative din 2007, în prima circumscripție a Loire-Atlantique (Nantes, Orvault, Sautron), el este unul dintre puținii candidați ai Verzilor care beneficiază de un acord cu Partidul Social Democrat, negociat direct cu Jean-Marc Ayrault, în contradicție cu indicațiile Verzilor. La 17 iunie 2007, echipa formată de el și social-democratul Pascal Bolo obține 52,03% din voturi, învingând în turul al doilea deputatul în exercițiu Jean-Pierre Le Ridant (UMP).
Pe 26 iunie 2007, în cadrul ședinței inaugurale a celei de-a XIII-a legislaturi, în timpul căreia este ales președintele Adunării Naționale, a fost desemnat secretar de ședință, fiind unul dintre cei șase cei mai tineri deputați. Aparținând grupului de Stânga Democratică și Republicană, a fost ales secretar al Adunării Naționale pe 27 iunie 2007. A fost membru în comisia de Finanțe și membru al delegației însărcinate cu aplicarea statutului deputatului.
Este unul dintre puținii parlamentari care a publicat pe site-ul său integral veniturile, precum și detaliile privind utilizarea indemnizațiilor de funcționare, și, împreună cu Noël Mamère, Anny Poursinoff și Yves Cochet, a depus o propunere de lege, respinsă de majoritate, care urmărea să impună transparența cheltuielilor fiecărui deputat, similar situației din Regatul Unit.
La alegerile municipale din 2008, a fost singurul candidat al stângii la Orvault. Lista sa a fost învinsă, obținând 47,8% din voturi în fața listei de dreapta și centru.
Susținător al Evei Joly la alegerile primare ecologiste pentru prezidențialele din 2011, el este acuzat de Matthieu Orphelin, consilier al lui Nicolas Hulot, că ar fi dezvăluit pentru Le Canard enchaîné decizia acestuia de a se angaja în cursa internă, deși anunțul oficial nu fusese încă planificat. Înainte de turul al doilea al alegerilor primare cetățenești din 2011, își exprimă sprijinul pentru François Hollande în detrimentul lui Martine Aubry.

### Copreședinte al grupului ecologist din Adunarea Națională (2012–2016)

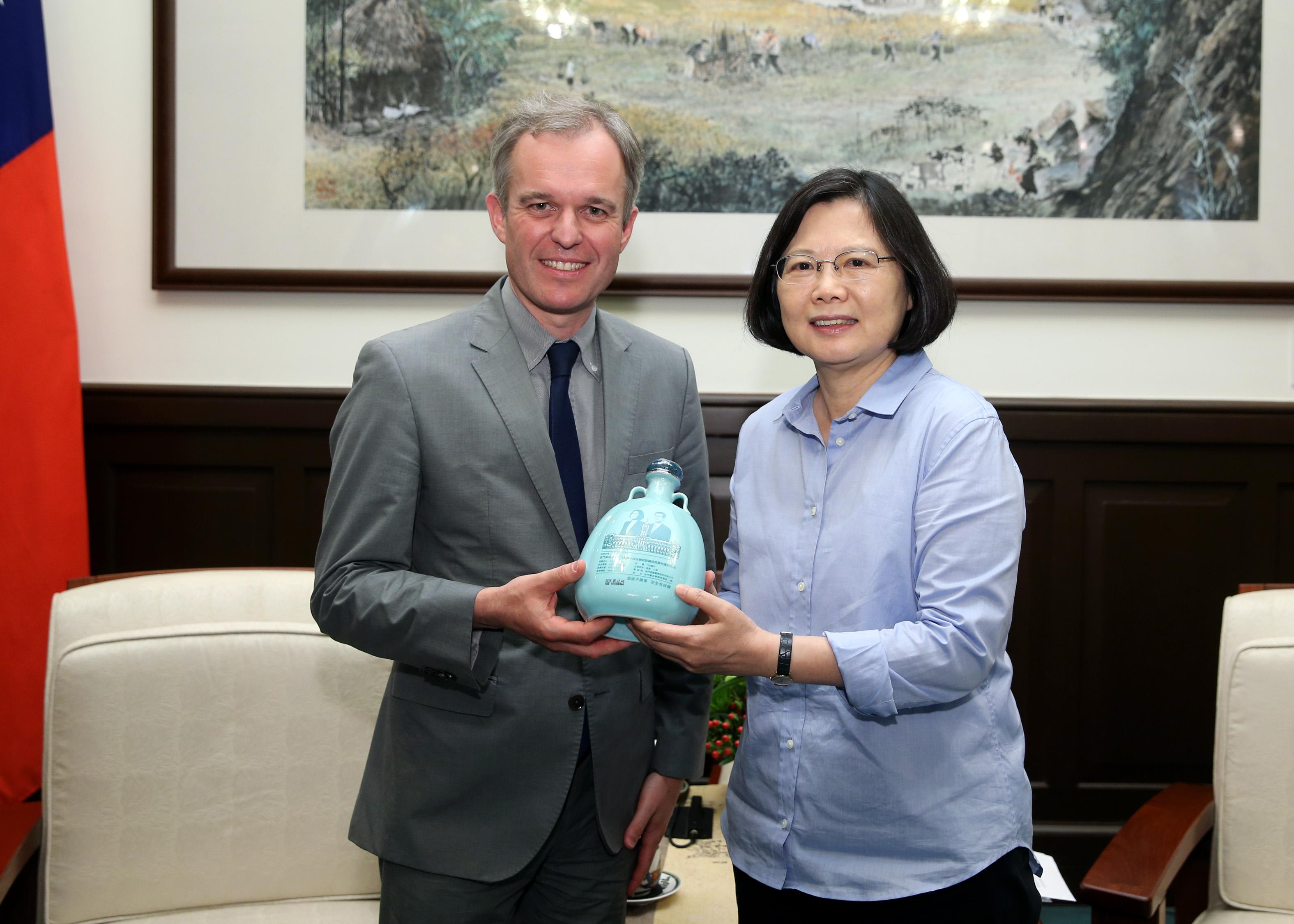
François de Rugy și președintele taiwanez Tsai Ing-wen în 2016.

A fost reales deputat în iunie 2012, cu 59% din voturi, candidând din partea formațiunii Europe Écologie Les Verts (EÉLV), reconfirmând astfel tandemul din 2007 cu Pascal Bolo, adjunct (PS) al primarului din Nantes și consilier general al departamentului Loire-Atlantique. Aflat în competiție cu Noël Mamère pentru conducerea grupului ecologist din Adunarea Națională, este desemnat în cele din urmă copreședinte al grupului, în tandem cu Barbara Pompili. Deși inițial era prevăzută o copreședinție, el rămâne oficial unicul președinte; Barbara Pompili îi succede însă în ianuarie 2013. Cei doi copreședinți decid să alterneze oficial funcția la fiecare șase luni. Este membru al Comisiei pentru Apărare Națională și Forțe Armate.
El s-a numărat printre cei cincisprezece parlamentari care au decis să își facă public patrimoniul în aprilie 2013, chiar înainte de înființarea Înaltului Autor pentru Transparența Vieții Publice (HATVP), creat în urma dezvăluirilor Mediapart în cazul Cahuzac.
În 2014 a criticat ieșirea din guvern a lui Cécile Duflot și Pascal Canfin după numirea lui Manuel Valls în funcția de prim-ministru, pe care o prezintă drept „o decizie personală impusă întregii mișcări”. Pledează pentru revenirea ecologiștilor în guvern și susține în mod constant politica lui Manuel Valls, inclusiv măsuri controversate în stânga: este singurul ecologist care votează în favoarea proiectului eșuat privind retragerea cetățeniei și sprijină, printre altele, legea privind informațiile și legea El Khomri.
La 27 august 2015, el a anunțat că părăsește partidul Europa Ecologie – Les Verts (EÉLV), denunțând „deriva de stânga” și lipsa dezbaterii interne, respingând în special formarea de liste comune cu Frontul de stânga în perspectiva alegerilor regionale din decembrie 2015 în regiunile Nord-Pas-de-Calais–Picardia și Provence–Alpi–Coasta de Azur. Câteva zile mai târziu, participă la crearea Uniunii Democraților și Ecologiștilor, o mișcare ecologistă de centru-stânga. Pe 8 septembrie, anunță lansarea unui nou partid, numit „Écologistes !”, care devine Partidul Ecologist în iulie 2016. Lasă partidului o datorie de 11.600 de euro reprezentând cotizații neplătite.
La 13 octombrie 2015 a fost înlocuit din funcția de copreședinte al grupului ecologist din Adunarea Națională de către Cécile Duflot, revenind în această funcție la 12 martie 2016, când Barbara Pompili este numită în guvern.
La 17 mai 2016 a devenit unul dintre vicepreședinții Adunării Naționale, succedându-i lui Denis Baupin. Părăsește atunci funcția de copreședinte al grupului ecologist. Pe 19 mai, împreună cu alți cinci deputați, părăsește grupul ecologist, fapt ce duce la dizolvarea acestuia, și se alătură grupului socialist.

### Candidat pentru alegerile primare cetățenești din 2017
Ca președinte al Partidului Ecologist, el candidează la alegerile primare cetățenești din 2017, organizate pentru desemnarea candidatului la alegerile prezidențiale din același an.
Participând la alegerile primare, François de Rugy declară că obiectivul său este să pună „ecologia în centrul proiectului de stânga”, prin 66 de propuneri. El își dorește ca energia regenerabilă să reprezinte 100% din producția de electricitate în Franța până în 2050.
Pe problemele sociale, el susține un serviciu civic obligatoriu pentru tinerii între 16 și 25 de ani și dorește să experimenteze legalizarea cannabisului, legalizarea eutanasiei și a sinuciderii asistate pentru persoanele aflate în fază terminală, să deschidă accesul la reproducerea asistată medical pentru toate femeile și să reglementeze gestatia pentru altă persoană.
Din punct de vedere instituțional, François de Rugy propune introducerea votului obligatoriu, precum și recunoașterea „reală” a votului alb, care, dacă depășește 50% din sufragii, va duce la organizarea unui nou scrutin.
La primul tur al alegerilor primare cetățenești din 2017, el a obținut 3,88% din voturi. La o lună mai târziu, renunță la angajamentul său public de a susține câștigătorul primarelor, Benoît Hamon, preferând să se alăture lui Emmanuel Macron pentru alegerile prezidențiale. Pentru Jean-Christophe Cambadélis, pe atunci secretar general al Partidului Social Democrat, aceasta reprezintă o „greșeală morală”. Autoritatea superioară a primarelor califică atitudinea sa drept „contrară principiului de loialitate”.

### Președinte al Adunării Naționale (2017-2018)
Candidat pentru un al treilea mandat la alegerile legislative, este reales după turul al doilea, pe 18 iunie 2017. La scurt timp după proclamarea victoriei, își anunță candidatura pentru președinția Adunării Naționale, concurând în cadrul candidaților LREM împotriva lui Brigitte Bourguignon și Sophie Errante. Pe 27 iunie 2017, cu câteva ore înainte de alegerea noului președinte al Adunării, o „primară” internă a grupului La République en marche îi conferă desemnarea oficială prin 153 de voturi, în comparație cu 59 pentru Sophie Errante, 54 pentru Brigitte Bourguignon, ambele deputate LREM provenind din PS, și 32 pentru Philippe Folliot.
A fost apoi ales președinte al Adunării Naționale, obținând 353 de voturi, față de 94 pentru Jean-Charles Taugourdeau (LR), 34 pentru Laure de La Raudière (LC), 32 pentru Laurence Dumont (PS) și 30 pentru Caroline Fiat (FI). La momentul respectiv, este cel mai tânăr deținător al acestei funcții în cadrul celei de-a cincea republici, după Laurent Fabius.
Se angajează să revină asupra funcției de președinte al Adunării Naționale la jumătatea mandatului, conform regulilor stabilite de La République en marche, indicând că o candidatură pentru un nou mandat nu ar fi „în logica” lucrurilor. Câteva zile mai târziu, amintește că a fost ales pentru întreaga durată a legislaturii, conform articolului 32 din Constituție, și că, prin urmare, ar putea să își ducă mandatul până la capăt. În ianuarie 2018, revine din nou asupra declarațiilor sale.

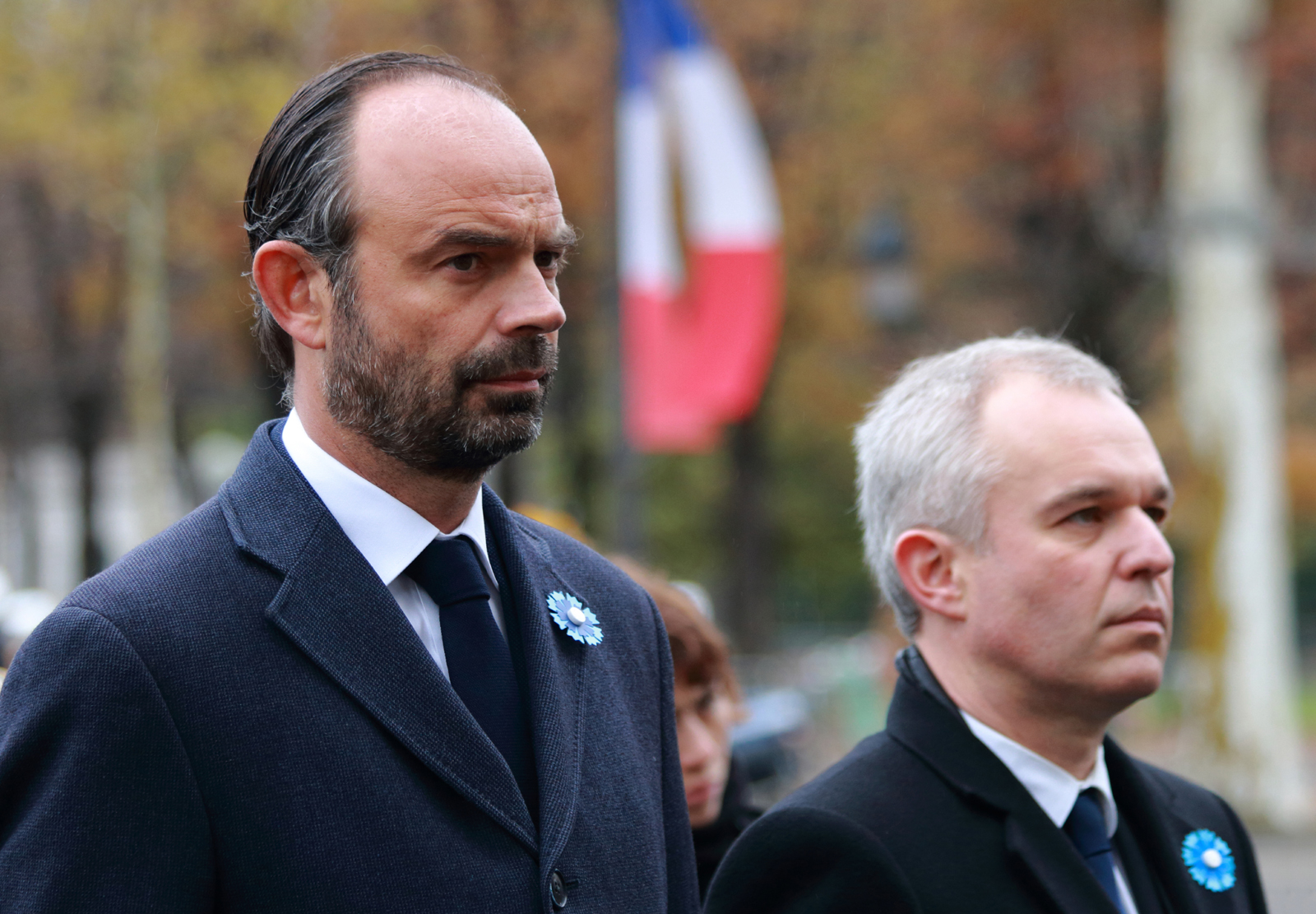
Édouard Philippe și François de Rugy în 2017.

În iulie 2017, afirmă că dorește ca „anumite texte să fie examinate doar în comisie”, și nu dezbătute în sesiunea publică, ceea ce este interpretat ca o modalitate de a limita dezbaterile parlamentare. La 20 septembrie 2017, anunță lansarea unor grupuri de lucru pentru a reforma Adunarea Națională: statutul deputaților și mijloacele lor de lucru; condițiile de muncă în Adunarea Națională și statutul colaboratorilor parlamentari; procedurile legislative și organizarea parlamentară, precum și drepturile opoziției; democrația digitală și noile forme de participare cetățenească; mijloacele de control și evaluare; dezvoltarea durabilă în gestionarea și funcționarea Adunării Naționale; deschiderea Adunării Naționale către societate și promovarea sa științifică și culturală. În 2018, printre reformele lansate se numără desființarea regimului special de pensionare al deputaților, alinierea alocațiilor pentru șomaj la dreptul comun, eliminarea gratuității pe viață a biletelor SNCF pentru deputații onorari, reducerea alocației pentru cheltuielile funerare, precum și eliminarea treptată, până în 2022, a avantajelor acordate foștilor președinți ai Adunării Naționale.
După aderarea lui Thierry Solère la LREM, îl determină pe acesta să renunțe la funcția de questor pentru a permite o reprezentare a opoziției în cadrul colegiului questorilor. În ciuda opoziției unui questor LREM, obține confirmarea din partea biroului Adunării Naționale pentru achiziționarea și renovarea Hôtel de Broglie. La 24 ianuarie 2018, biroul Adunării Naționale adoptă o instrucțiune generală emisă de el, care reamintește că exprimarea opiniilor în hemiciclu este exclusiv orală, interzicând astfel purtarea semnelor religioase „ostentative” și obligând deputații să adopte o ținută vestimentară „neutră”.
În perspectiva reformei instituțiilor anunțate de președintele Republicii la 3 iulie 2017, el afirmă că dorește să întărească puterile Parlamentului în fața executivului. În acest sens, se opune limitării dreptului de a face amendamente de către deputați, propusă de guvern. Favorabil creării unei „agenții parlamentare de evaluare”, susține instituirea unui calendar provizoriu al ordinii de zi, transmis de guvern la începutul fiecărei sesiuni ordinare sau de două ori pe sesiune.

### Ministrul Tranziției Ecologice și Incluzive (2018-2019)
La 4 septembrie 2018, este numit ministru de stat, ministru al Tranziției Ecologice și Solidare în guvernul Édouard Philippe II, succedându-i lui Nicolas Hulot. Potrivit lui Michaël Darmon, această numire a fost o mutare tactică, având în vedere popularitatea redusă a lui de Rugy la Palatul Bourbon și gestionarea defectuoasă a afacerii Benalla din perspectiva Elysée. La 3 octombrie 2018, după demisia lui Gérard Collomb, devine „numărul doi” în guvern, datorită poziției sale în ordinea protocolară.
La sfârșitul anului 2018, Le Journal du dimanche aprecia că François de Rugy parcurge un „drum al crucii”, mediul înconjurător fiind „plasat pe plan secund” în acțiunile guvernului. În mai 2019, amână proiectul minier guianez Montagne d’Or, declarând că acesta este, în forma sa actuală, „incompatibil” cu cerințele de mediu și că „proiectul nu va fi realizat”. După demisia sa, Le Monde notează: „În mai puțin de un an, ministrul nu a lansat nicio reformă nouă care să-i poarte semnătura, limitându-se să continue lucrările deja începute în domeniile energiei, climei sau biodiversității. [...] Chiar și răspunsurile la criza «vestelor galbene», de la suspendarea taxei pe carbon până la crearea Convenției cetățenești pentru climă sau a consiliului de apărare ecologică, au fost decise la Élysée și Matignon”.

### Întoarcerea la Adunarea Națională și candidatura la alegerile regionale (2019-2022)
În urma demisiei sale, François de Rugy și-a reluat mandatul de deputat pe 17 august 2019. Locul său fusese ocupat din octombrie 2018 de către supleantul său, Mounir Belhamiti. Această revenire a stârnit un dezbatere în rândul parlamentarilor LREM. În lunile care au urmat, el a fost discret în mass-media și la Adunarea Națională.
În mai 2020, el iese din rezervă pentru a o susține pe Laetitia Avia, deputată LREM vizată în Mediapart de acuzații de sexism, homofobie și hărțuire la locul de muncă. În iulie același an, anunță candidatura sa pentru a-i succede lui Gilles Le Gendre la președinția grupului LREM din Adunarea Națională. Este eliminat în primul tur, clasându-se pe locul al treilea din șase candidați, cu 59 de voturi; în al doilea tur îl susține pe Aurore Bergé. Acesta din urmă, ales președinte, îl numește responsabil cu „animarea consiliului politic” în cadrul grupului: AFP precizează că acest consiliu politic „are ca scop să pregătească dezbaterile politice, în legătură cu partidul LREM și experți externi”.
În decembrie 2020, un deputat LREM confirmă pentru cotidianul Ouest-France că François de Rugy va fi cap de listă al majorității prezidențiale la alegerile regionale din 2021 pentru regiunea Pays de la Loire. Câteva zile mai târziu, fostul președinte al Adunării Naționale este numit președinte al comisiei parlamentare speciale pentru proiectul de lege „separatism”, la propunerea lui Christophe Castaner, președintele grupului LREM din Adunare.
Numit cap de listă pentru majoritatea prezidențială, el obține 11,9% din voturi în primul tur și decide să-și mențină lista pentru al doilea tur, unde obține 8,2% din sufragii și doar cinci mandate, în fața președintei în funcție, Christelle Morançais, care este realeasă.

### Retragerea din viața politică (din 2022)
La 25 martie 2022, anunță că se retrage din viața politică, continuând totuși să-l susțină pe Emmanuel Macron. Rămâne consilier regional în Pays de la Loire și intenționează să „acționeze în viața economică”, ba chiar „să se implice în viața civică printr-o asociație sau un think tank”.
Neavând candidat la alegerile legislative din 2022, el se alătură, spre sfârșitul anului, băncii de investiții spaniole Alantra.

## Linie politică

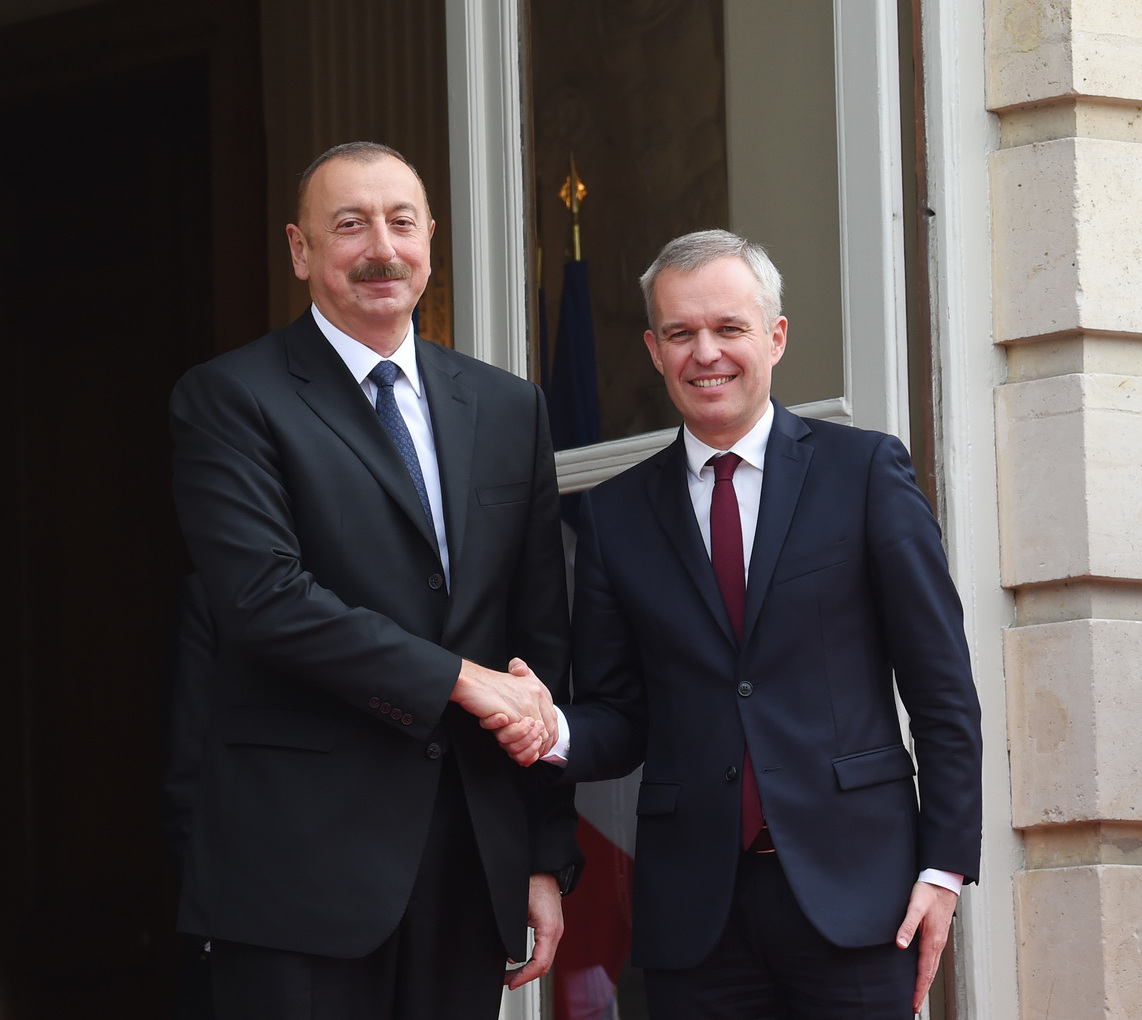
Rugy cu președintele azer Ilham Aliyev în 2018.

Reprezentant al social-ecologiei, François de Rugy afirmă că se simte „mai degrabă de centru-stânga”. În august 2015, Laurent de Boissieu îl plasează la „centrul-dreapta pro-guvernamental” al grupului ecologist. În timpul campaniei pentru prima primară cetățenească din 2017, Mediapart apreciază că „se îndreaptă tot mai mult spre centru” și „apare mai des alături de Manuel Valls decât de Benoît Hamon sau Arnaud Montebourg”. Întrebat în timpul campaniei dacă programul său economic „este mai degrabă liberal”, François de Rugy răspunde că „își asumă o abordare pragmatică a economiei” și recomandă „continuarea reducerii costului muncii”, inclusiv prin „transferul contribuțiilor pentru familie către CSG”.
Susține alipirea Loire-Atlantique la regiunea Bretania. S-a poziționat de mai multe ori în această privință, în special în cadrul „Apelului pentru întreaga Bretanie” lansat de Jacques Le Divellec în 2009.
Opus proiectului aeroportului Grand Ouest de la Notre-Dame-des-Landes, el însă face apel la „recunoașterea rezultatului” consultării din iunie 2016, a cărei organizare o susținuse. Biroul său a fost de mai multe ori vandalizat de către opozanți radicali ai aeroportului.
În 2011, s-a pronunțat în favoarea fertilizării asistate. Este susținător al căsătoriei între persoane de același sex, pe care o numește „căsătorie universală”, și consideră că adopția copiilor ar trebui să fie un drept accesibil tuturor. De asemenea, apreciază că întreruperea voluntară a sarcinii și procrearea medical asistată sunt „etape în emanciparea indivizilor”. Nu este credincios și nici practicant al vreunei religii.
În 2015, François de Rugy și-a exprimat sprijinul pentru proiectul de lege privind informațiile (renseignement) și a votat pentru adoptarea acestuia în Adunarea Națională. Ulterior, a publicat un mesaj pe site-ul său în care afirmă că legea nu introduce supravegherea în masă și că este mulțumit de garanțiile oferite de textul votat în Adunarea Națională.
În timpul campaniei sale pentru prima cetățenească din 2017, el și-a exprimat intenția de a reduce ponderea energiei nucleare în producția de electricitate la 50% până în 2025, de a ajunge la 100% energie regenerabilă până în 2050, de a închide treptat centralele nucleare care au împlinit 40 de ani și de a elimina complet producția de electricitate nucleară până în 2040. În septembrie 2018, la numirea sa în guvern, ziarul Le Monde îl caracteriza drept un „antinueclarian de lungă durată. În ianuarie 2019, însă, odată cu publicarea proiectului de programare multianuală a energiei (PPE) pentru următorii zece ani, a adoptat o poziție mai puțin critică față de sectorul nuclear, apreciind importanța acestuia în planul energetic al Franței, ceea ce contrastează cu pozițiile sale anterioare. În martie 2021, într-un interviu acordat publicației Le Point, și-a exprimat în final o poziție favorabilă utilizării energiei nucleare și a organismelor modificate genetic (OMG).
În 2021, în timpul dezbaterii în comisie asupra proiectului de lege pentru „consolidarea principiilor Republicii”, a făcut declarații considerate anticatolice, afirmând că religia catolică „în alte epoci” a dorit „masiv” să preia controlul asupra vieții oamenilor prin școli și cluburi sportive. Câteva zile mai târziu, s-a apărat în săptămânalul Famille chrétienne, unde a declarat că, dimpotrivă, a dorit să apere Biserica Catolică.
El este în favoarea votului obligatoriu.
În 2024, în calitate de membru al grupului aleșilor Democrați și progresiști din regiunea Pays de la Loire, îl susține pe Christelle Morançais (Horizons), președinta regiunii, care intenționează să reducă treptat subvențiile acordate sectorului cultural. În 2025 este numit vicepreședinte al regiunii.
El îl susține pe Édouard Philippe în alegerile prezidențiale din 2027 .

## Detalii despre mandate și funcții

### La guvern
- 4 septembrie 2019 – 16 iulie 2019: ministre d'État, ministre de la Transition écologique et solidaire.

### La Adunarea Națională
- 20 iunie 2007 – 5 octombrie 2018: deputat al primei circumscripții din Loire-Atlantique (legiaturile a XIII-a, a XIV-a și a XV-a).
- 20 iunie 2012 – 13 octombrie 2015: copreședinte, alături de Barbara Pompili, al grupului ecologist din Adunarea Națională.
- 12 martie 2016 – 17 mai 2016: copreședinte, alături de Cécile Duflot, al grupului ecologist din Adunarea Națională.
- 18 mai 2016 – 20 iunie 2017: al treilea vicepreședinte al Adunării Naționale.
- 27 iunie 2017 – 4 septembrie 2018: președinte al Adunării Naționale (legiatura a XV-a).
- 17 august 2019 – 21 iunie 2022: deputat al primei circumscripții din Loire-Atlantique (legiatura a XV-a).

### La nivel local
- 19 martie 2001 – 16 martie 2008: adjunct al primarului orașului Nantes.
- 15 aprilie 2001 – 15 aprilie 2008: vicepreședinte al Nantes Métropole.
- 14 martie 2008 – 28 martie 2014: consilier municipal în Orvault[111][112][113].
- 2008–2014: membru al comunității urbane Nantes Métropole, președinte al comisiei pentru mobilitate (transporturi și deplasări).
- Din 2021: consilier regional al regiunii Pays de la Loire.
- Din 2025: vicepreședinte al regiunii Pays de la Loire[114].

## Controverse privind utilizarea fondurilor publice și demisii

### Președinția Adunării Naționale
La data de 10 iulie 2019, Mediapart, un site specializat în jurnalismul de investigație, a dezvăluit că între octombrie 2017 și iunie 2018, pe când era președinte al Adunării Naționale, François de Rugy a organizat dineuri private pe fonduri publice, la Hôtel de Lassay, reședința sa administrativă, folosind personalul Adunării Naționale, echipamente și consumabile („vinuri de calitate superioară direct din pivnițele Adunării”). O fotografie cu homari realizată în timpul unei cine și difuzată de Mediapart a atras atenția publicului, homarul devenind simbolul scandalului. Ministrul susține că o parte importantă a funcției sale de președinte al Adunării este „munca de reprezentare” și că a cinat „cu persoane având relații cu o autoritate politică”. Raportul intern al Adunării, comandat și condus de LREM, concluzionează că ministrul, organizând aceste dineuri, „nu a încălcat direct sau indirect nicio regulă și nu a comis nicio neregulă”. Totuși, raportul adaugă că trei dineuri din cele douăsprezece vizate „au un caracter familial sau amical și un nivel manifest excesiv față de ce poate fi considerat rezonabil” și că, din acest motiv, „nu ar fi trebuit imputate pe cheltuielile ale președintelui”. Jurnaliști precum Jean-Michel Aphatie, Serge Raffy, Guillaume Dasquié și fosta avocată Yael Mellul declară că au participat la aceste dineuri.
Într-un al doilea articol, publicat a doua zi, Mediapart relatează cheltuieli în valoare de 63.000 de euro pentru renovarea locuinței de serviciu, pentru confort, și 17.000 de euro pentru o garderobă. Rugy denunță „oameni care se răzbună în urma lucrărilor pentru transparență […] care au deranjat mult”, declarând despre persoana care a făcut publice fotografiile dineurilor: „[Această] persoană are un cont cu soția mea”. Ministrul se apără de orice neregularitate, afirmând că serviciile responsabile cu patrimoniul imobiliar al ministerului au considerat că „degradarea” unei părți a apartamentului justifica o reparație. Cele două anchete oficiale făcute publice pe 23 iulie 2019, una condusă de Adunarea Națională și cealaltă de guvernul francez, validează „în mare parte” cheltuielile efectuate, considerând că „starea relativă de uzură a finisajelor în anumite camere putea justifica realizarea lucrărilor”, însă subliniind că, în cazul dressingului, „devizul nu a fost ajustat, de exemplu prin luarea în considerare a unui nivel mai redus de finisare”.
Mediapart menționează, de asemenea, o închiriere conform regimului Scellier care nu respectă criteriile de atribuire. Rugy afirmă că este „victima unei înșelătorii din partea proprietarului și a agenției imobiliare”, așa cum reiese din contractul său de închiriere.
Le Parisien dezvăluie achiziția unui uscător de păr aurit, în valoare de 499 €, făcut de Séverine Servat-de Rugy; Rugy neagă faptul că uscătorul ar fi din aur, fără a nega însă cumpărarea acestuia.
Le Parisien dezvăluie, de asemenea, că Rugy beneficiază de serviciile a trei șoferi, în loc de doi, cât este uzual, pentru a conduce fiul lui Séverine de Rugy la școală și pentru naveta Nantes-Paris.
Deși menținerea sa în funcție stârnește controverse, el își păstrează postul în luna iulie 2019, în timp ce guvernul lansează o „inspecție”, iar el se angajează să ramburseze „fiecare euro contestat”. În septembrie 2019, Rugy anunță că a rambursat fără obiecții cele trei cine semnalate de raportul Adunării Naționale, în valoare totală de 1 800 €.

### La Ministerul Tranziției Ecologice și Solidare
De asemenea, în iulie 2019, este criticat, în calitate de ministru al Tranziției ecologice și solidare, pentru o cină cu lobbyiști din sectorul energiei. A cerut ca această „cină informală”, plătită din bani publici, să nu figureze în „agenda publică” și a participat la ea fără membrii cabinetului său, cu excepția consilierului pentru energie. El declară: „Sunt împotriva publicării continue a numelor celor care mă întâlnesc. Pentru că nu vom mai putea face politică. Dacă totul e public, oamenii vor fi întrebați imediat ce ies de la întâlnire”.

### Demisia în urma dezvăluirilor despre utilizarea indemnizației sale de reprezentant
Pe 16 iulie 2019, François de Rugy demisionează din funcția de ministru al Tranziției ecologice și solidare, cu puțin timp înainte de publicarea unei noi anchete de către Mediapart. Aceasta dezvăluie că, în decembrie 2013 și 2014, el ar fi plătit cotizațiile către partidul său politic, Europe Écologie Les Verts, folosind indemnizația reprezentativă pentru cheltuieli de mandat (IRFM), fapt ilegal și condamnat atât de către eticianul Adunării Naționale (noiembrie 2013), cât și de Comisia Națională pentru Conturile de Campanie și Finanțarea Partidelor Politice (CNCCFP), în ianuarie 2014.
François de Rugy ar fi dedus în mod nejustificat aceste sume din declarația sa de venituri. Deși susține că este victima unui „linșaj mediatic”, el anunță că a depus o plângere pentru defăimare împotriva Mediapart, dar pierde procesul. Acesta își justifică acțiunea printr-o presupusă „avansare de trezorerie”.
Potrivit Le Canard enchaîné, de Rugy ar fi rambursat cotizațiile în cauză: 6.500 de euro în 2014 și 3.200 de euro în 2015. El afirmă: „Dacă aș fi avut acces imediat la extrasele mele de cont — ceea ce era imposibil — nu aș fi demisionat.”

### Ancheta guvernamentală și reacția lui François de Rugy
Pe 23 iulie 2019, Édouard Philippe, pe atunci prim-ministru, anunță că, de acum înainte, cheltuielile miniștrilor care depășesc 20.000 de euro vor trebui aprobate de Secretariatul General al Guvernului. În aceeași zi, ancheta comandată și coordonată de guvern, care viza verificarea lucrărilor comandate de François de Rugy în cadrul Ministerului Mediului, concluzionează că cheltuielile au fost, în ansamblu, justificate, deși formulează rezerve privind trei cine private și costul dressingului. Jurnalistul Fabrice Arfi critică aceste anchete, considerând că nu sunt independente de obiectul lor, și afirmă că Mediapart „menține integralitatea informațiilor publicate”.
François de Rugy afirmă că este victima unei „vânători de oameni”, independentă de Mediapart, dar venită din cadrul cabinetului prim-ministrului Édouard Philippe: *„Încă de la începutul mandatului, au existat persoane din cabinetul prim-ministrului care mă discreditau și care au încercat să ne opună. Când eram președinte al Adunării Naționale, apăreau în mod regulat în presă ecouri răuvoitoare, în special în Le Canard enchaîné, provenite de la Matignon.” Potrivit unor colaboratori ai prim-ministrului, Édouard Philippe *„dorea cu adevărat să-l mențină în funcție”.

## Decorații și heraldică
În calitate de ministru delegat pentru Mare, este, din oficiu, comandor al Ordinului Meritului Maritim.
Pe 13 iulie 2023, François de Rugy a fost numit în gradul de cavaler în Ordinul Național al Legiunii de Onoare.

Stema familiei Goullet de Rugy.

Stema familiei Goullet de Rugy este inscripționată după cum urmează: Azur, un leu auriu, urcând pe o fântână de argint  .

## Publicații
- À quoi peut bien servir un député écolo (ed. Les Petits matins). Paris. 2012. p. 268. ISBN 978-2-36383-014-2..
- Écologie ou gauchisme, il faut choisir (ed. L’Archipel). Paris. 2015. p. 128. ISBN 978-2-8098-1571-9..